# Radětice (okres Tábor)
Radětice (německy Radietitz) jsou obec v okrese Tábor v Jihočeském kraji. Žije v ní 251 obyvatel. Do části katastrálního území Radětice u Bechyně zasahuje přírodní park Plziny.

## Historie
První písemná zmínka o obci pochází z roku 1291.

## Obyvatelstvo
| Rok            | 1869 | 1880 | 1890 | 1900 | 1910 | 1921 | 1930 | 1950 | 1961 | 1970 | 1980 | 1991 | 2001 | 2011 | 2021 |
| -------------- | ---- | ---- | ---- | ---- | ---- | ---- | ---- | ---- | ---- | ---- | ---- | ---- | ---- | ---- | ---- |
| Počet obyvatel | 581  | 562  | 543  | 566  | 582  | 550  | 510  | 362  | 375  | 330  | 302  | 284  | 245  | 215  | 210  |
| Počet domů     | 76   | 79   | 81   | 82   | 89   | 91   | 95   | 100  | 91   | 88   | 80   | 103  | 103  | 104  | 101  |

## Obecní symboly
Znak a vlajka byly obci uděleny rozhodnutím předsedy Poslanecké sněmovny Parlamentu České republiky dne 7. října 2003.

## Pamětihodnosti
- Mohylník, 100 mohyl, archeologické naleziště v lese Soví
- Mohylník, 14 mohyl, archeologické naleziště v lese Poušť
- Rozhledna Radětice
- Kaple na okraji obce má nad vchodem uvedenou dataci 1837. V půlkruhu je nápis: „Svatá Maria oroduj za nás.“
- Kostel Panny Marie Na poušti
- Na návsi se nalézá kaple se zvonicí.
- Poblíž této kaple je umístěný kamenný pomník padlým v první světové válce.
- Venkovská usedlost čp. 74

## Galerie

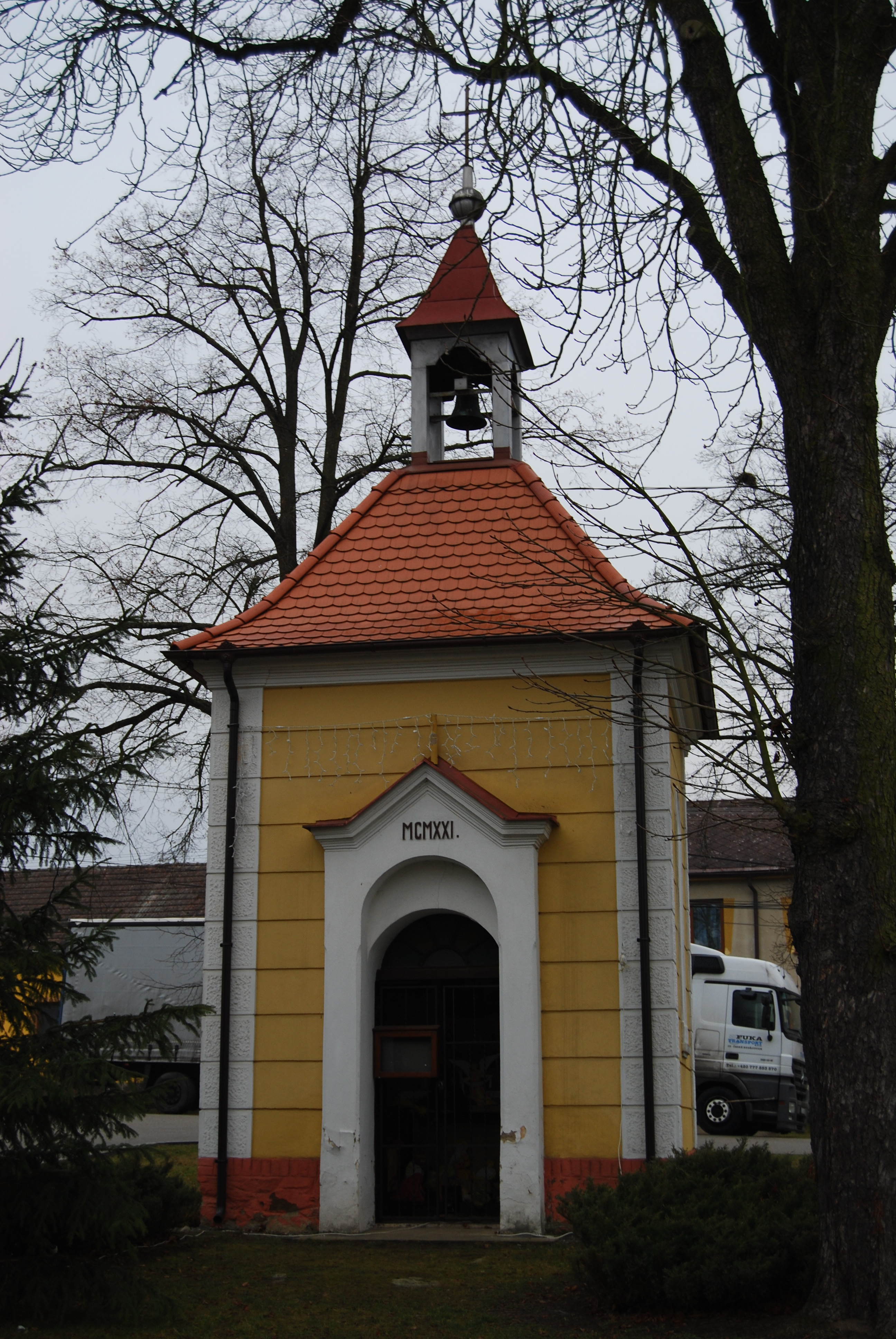
Kaple se zvonicí
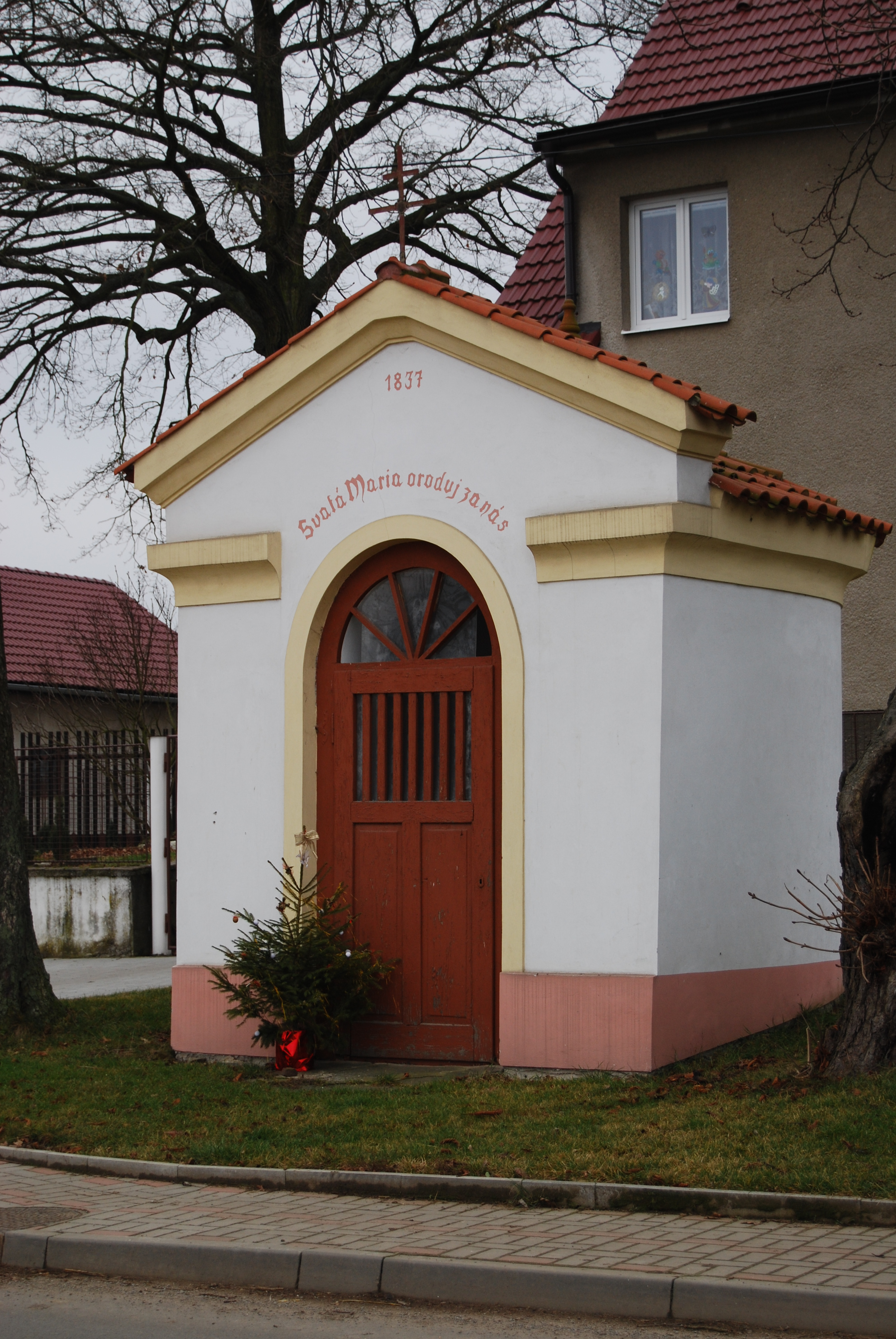
Kaple na okraji obce
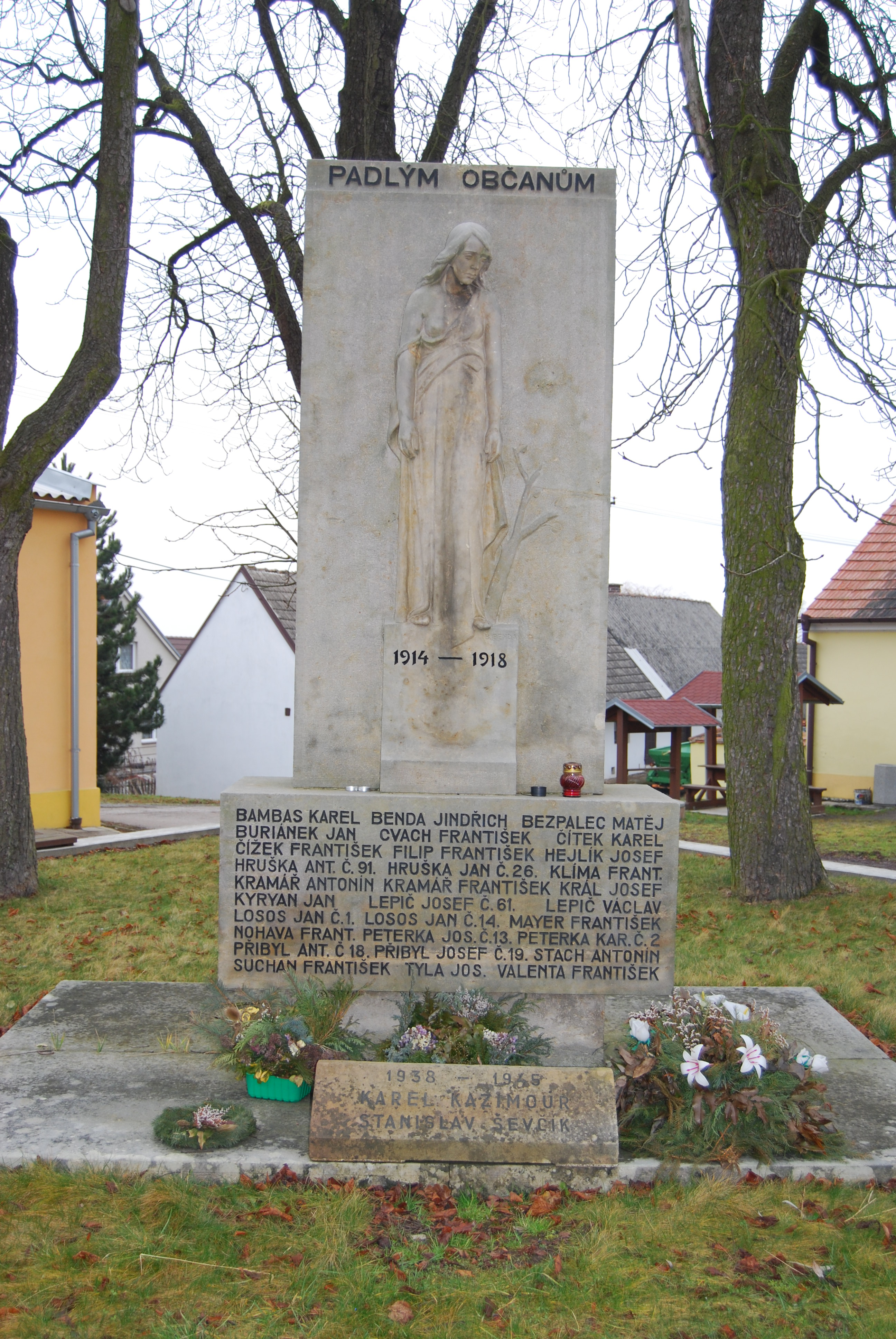
Pomník padlým